# Gaillard, Haute-Savoie
Gaillard är en kommun i departementet Haute-Savoie i regionen Auvergne-Rhône-Alpes i sydöstra Frankrike. Kommunen ligger i kantonen Annemasse-Sud som tillhör arrondissementet Saint-Julien-en-Genevois. År 2022 hade Gaillard 11 054 invånare.

## Befolkningsutveckling
Antalet invånare i kommunen Gaillard
| Referens: INSEE |